# Mošurov
Mošurov (bis 1927 slowakisch auch „Mašurov“; ungarisch Ádámfölde – bis 1907 Adámfölde) ist eine Gemeinde im Osten der Slowakei mit 197 Einwohnern (Stand 31. Dezember 2024) im Okres Prešov, einem Teil des Prešovský kraj, und wird zur traditionellen Landschaft Šariš gezählt.

## Geographie

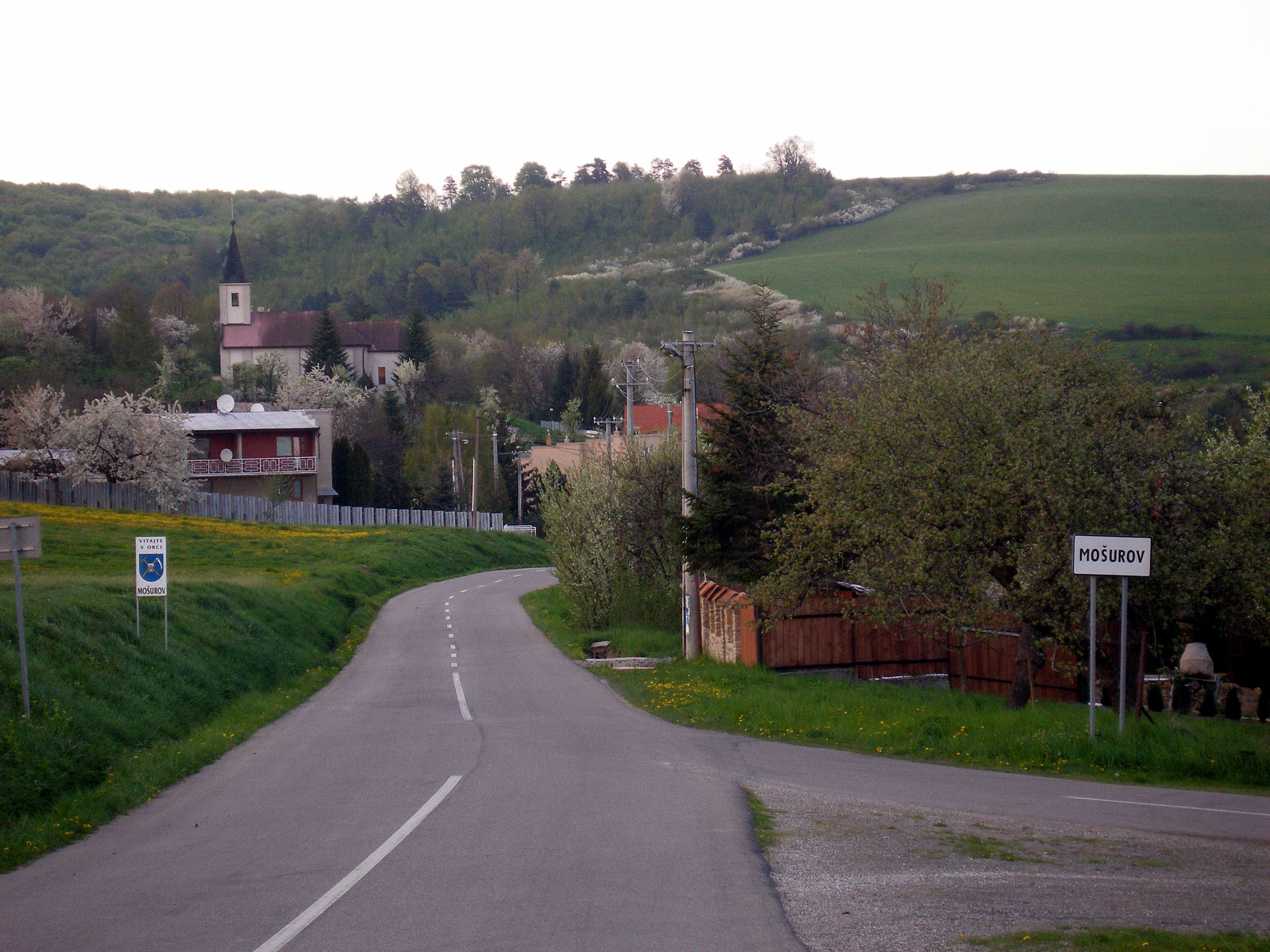
Mošurov

Die Gemeinde befindet sich am östlichen Rand des Zwischengebirges Spišsko-šarišské medzihorie und am Fuße des Gebirges Čergov, im Tal des Baches Mošurovanka im Einzugsgebiet des Sekčov und weiter der Torysa. Das Ortszentrum liegt auf einer Höhe von 398 m n.m. und ist 16 Kilometer von Prešov entfernt.
Nachbargemeinden sind Geraltov (Ortsteile Závadka, Geraltov und Žatkovce) im Norden und Nordosten, Malý Slivník im Osten, Veľký Slivník im Süden und Terňa im Westen.

## Geschichte
Mošurov wurde zum ersten Mal 1383 als Adamfewlde schriftlich erwähnt. 1427 wurden 14 Porta verzeichnet, und das Dorf war Besitz der Familie Némethy, später von Perényi, Tárczay sowie vom 17. bis ins 19. Jahrhundert Bornemissa. 1787 hatte die Ortschaft 23 Häuser und 129 Einwohner, 1828 zählte man 22 Häuser und 185 Einwohner, die als Landwirte und Obstbauern beschäftigt waren, ab 1820 war zudem eine Sandgrube in Betrieb. Zwischen 1880 und 1910 wanderten viele Einwohner aus.
Bis 1918/1919 gehörte der im Komitat Sáros liegende Ort zum Königreich Ungarn und danach zur Tschechoslowakei beziehungsweise heute Slowakei. Nach 1918 waren die Einwohner als Landwirte und Waldarbeiter tätig. 1949 wurde Mošurov von einem Hochwasser heimgesucht. Nach dem Zweiten Weltkrieg wurde die örtliche Einheitliche landwirtschaftliche Genossenschaft (Abk. JRD) im Jahr 1959 gegründet, ein Teil der Einwohner pendelte zur Arbeit nach Prešov und Sabinov und in der Umgebung.

## Bevölkerung
| Jahr                | 1994 | 2004     | 2014     | 2024    |
| ------------------- | ---- | -------- | -------- | ------- |
| Anzahl der Personen | 135  | 159      | 182      | 197     |
| Unterschied         |      | +17,77 % | +14,46 % | +8,24 % |

| Jahr                | 2023 | 2024    |
| ------------------- | ---- | ------- |
| Anzahl der Personen | 192  | 197     |
| Unterschied         |      | +2,60 % |

Nach der Volkszählung 2011 wohnten in Mošurov 186 Einwohner, davon 182 Slowaken, zwei Tschechen und ein Ukrainer. Ein Einwohner machte keine Angabe zur Ethnie.
179 Einwohner bekannten sich zur römisch-katholischen Kirche, jeweils zwei Einwohner zur Evangelischen Kirche A. B. und zur orthodoxen Kirche und ein Einwohner zur griechisch-katholischen Kirche. Zwei Einwohner waren konfessionslos.

## Baudenkmäler
- römisch-katholische Kirche St. Joachim und St. Anna aus dem Jahr 1725

## Verkehr
Durch Mošurov führt die Straße 3. Ordnung 3452 von Veľký Šariš (Anschluss an die Straße 1. Ordnung 68) nach Demjata (Anschluss an die Straße 2. Ordnung 545). Der nächste Bahnanschluss ist in Demjata an der Bahnstrecke Kapušany pri Prešove–Bardejov.